# Distrito electoral local 2 de Chihuahua
El Distrito electoral local 2 de Chihuahua es uno de los 22 distritos electorales en los que se encuentra dividido el territorio del estado de Chihuahua y uno de los 9 en los que se divide Ciudad Juárez. Su cabecera es Ciudad Juárez. 
Desde el proceso de redistritación de 2022 abarca la zona noroeste del Municipio de Juárez.

## Distritaciones anteriores

### Distritación de 1968
En ese entonces tuvo su cabecera en Hidalgo del Parral, y abarcaba los municipios de Hidalgo del Parral, Matamoros y Valle de Zaragoza.

### Distritación de 1989
En la distritación de 1989 este distrito continuó teniendo su cabecera en Hidalgo del Parral, abarcando los municipios de Allende, Hidalgo del Parral, Matamoros y Valle de Zaragoza.

### Distritación de 1995
Para 1995 el distrito pasó a abarcar la cuarta parte de la Ciudad de Chihuahua.

### Distritación de 1997
En 1997 pasó a tener su cabecera en Ciudad Juárez, abarcando la zona noreste de la ciudad.

### Distritación de 2012
Para 2013 el distrito pasó a abarcar la zona noroeste de Ciudad Juárez.

### Distritación de 2015
Entre 2015 y 2022, el distrito continuó en Ciudad Juárez, abarcando la parte noroeste del Municipio de Juárez.

## Diputados por el distrito
| Diputado                        | Grupo parlamentario | Legislatura | Periodo     | Cabecera distrital Según cada distritación |
| ------------------------------- | ------------------- | ----------- | ----------- | ------------------------------------------ |
| José Socorro Salcido Gómez      |                     | XLIX        | 1968 - 1971 | Hidalgo del Parral                         |
| Carlos Franco Peña              |                     | L           | 1971 - 1974 | Hidalgo del Parral                         |
| Juan Manuel Villela Chávez      |                     | LI          | 1974 - 1977 | Hidalgo del Parral                         |
| José Manuel Aburto Ramos        |                     | LII         | 1977 - 1980 | Hidalgo del Parral                         |
| Manuel Arroyo Tarango           |                     | LIII        | 1980 - 1983 | Hidalgo del Parral                         |
| Félix Bueno Carrera             |                     | LIV         | 1983 - 1986 | Hidalgo del Parral                         |
| Emma Rosales Granados           | 1986                | LIV         |             | Hidalgo del Parral                         |
| Edmundo Chacón Rodríguez        |                     | LV          | 1986 - 1989 | Hidalgo del Parral                         |
| Guillermo Ramírez Bolívar       |                     | LVI         | 1989 - 1992 | Hidalgo del Parral                         |
| Bernardo Avitia Talamantes      |                     | LVII        | 1992 - 1995 | Hidalgo del Parral                         |
| Pedro Nicanor Domínguez Alarcón |                     | LVIII       | 1995 - 1998 | Chihuahua                                  |
| José Ignacio Duarte Murillo     |                     | LIX         | 1998 - 2001 | Ciudad Juárez                              |
| Alma Delia Urrutia Canizales    |                     | LX          | 2001 - 2004 | Ciudad Juárez                              |
| Alma Yolanda Morales Corral     |                     | LXI         | 2004 - 2007 | Ciudad Juárez                              |
| Jesús José Díaz Monárrez        |                     | LXII        | 2007 - 2010 | Ciudad Juárez                              |
| Elias Gabriel Flores Viramontes |                     | LXIII       | 2010 - 2013 | Ciudad Juárez                              |
| Jesús José Díaz Monárrez        |                     | LXIV        | 2013 - 2016 | Ciudad Juárez                              |
| María Isela Torres Hernández    |                     | LXV         | 2016 - 2018 | Ciudad Juárez                              |
| Janet Mendoza Berber            |                     | LXVI        | 2018 - 2021 | Ciudad Juárez                              |
| Leticia Ortega Maynez           |                     | LXVII       | 2021 -      | Ciudad Juárez                              |

## Resultados Electorales

### 2021
|  | 15.74 % |

|  | 7.37 % |

|  | 0.76 % |

|  | 2.55 % |

|  | 2.41 % |

|  | 6.56 % |

|  | 52.28 % |

|  | 1.48 % |

|  | 2.95 % |

|  | 2.97 % |

|  | 0.79 % |

|  | 0.06 % |

|  | 36,970 % |

|  | 4.00 % |

|  | 95.93 % |

### 2018
|  | 9.35 % |

|  | 13.29 % |

|  | 1.30 % |

|  | 4.38 % |

|  | 4.95 % |

|  | 2.47 % |

|  | 5.47 % |

|  | 33.85 % |

|  | 3.31 % |

|  | 16.92 % |

|  | 0.09 % |

|  | 4.50 % |

|  | 0.00 % |

### 2016
|  | 21.82 % |

|  | 28.63 % |

|  | 2.07 % |

|  | 5.13 % |

|  | 2.92 % |

|  | 6.80 % |

|  | 6.99 % |

|  | 10.50 % |

|  | 6.25 % |

|  | 1.04 % |

|  | 7.85 % |

|  | 0.00 % |

### 2013
|  | 30.04 % |

|  | 49.67 % |

|  | 3.28 % |

|  | 1.69 % |

|  | 5.03 % |

|  | 1.30 % |

|  | 4.07 % |

|  | 0.11 % |

|  | 4.83 % |

|  | 100.00 % |

### 2010
|  | 29.50 % |

|  | 54.16 % |

|  | 2.41 % |

|  | 1.73 % |

|  | 4.36 % |

|  | 0.73 % |

|  | 1.90 % |

|  | 0.16 % |

|  | 5.06 % |

|  | 100.00 % |

### 2007
|  | 35.01 % |

|  | 55.59 % |

|  | 1.86 % |

|  | 1.01 % |

|  | 3.42 % |

|  | 0.42 % |

|  | 0.03 % |

|  | 2.66 % |

|  | 100.00 % |

### 2004
|  | 38.10 % |

|  | 59.34 % |

|  | 0.03 % |

|  | 2.52 % |

|  | 100.00 % |

### 2001
|  | 41.89 % |

|  | 45.22 % |

|  | 4.22 % |

|  | 4.00 % |

|  | 1.49 % |

|  | 0.45 % |

|  | 0.22 % |

|  | 0.13 % |

|  | 0.02 % |

|  | 2.36 % |

|  | 100.00 % |

### 1998
|  | 42.50 % |

|  | 45.22 % |

|  | 6.78 % |

|  | 0.26 % |

|  | 0.49 % |

|  | 1.67 % |

|  | 0.00 % |

|  | 0.01 % |

|  | 3.07 % |

|  | 100.00 % |

### 1995
|  | 34.42 % |

|  | 42.73 % |

|  | 5.35 % |

|  | 0.00 % |

|  | 12.56 % |

|  | 0.00 % |

|  | 1.80 % |

|  | 0.00 % |

|  | 0.04 % |

|  | 3.09 % |

|  | 100.00 % |

### 1992
|  | 52.70 % |

|  | 41.21 % |

|  | 2.00 % |

|  | 0.12 % |

|  | 0.94 % |

|  | 0.81 % |

|  | 0.00 % |

|  | 0.00 % |

|  | 0.00 % |

|  | 0.02 % |

|  | 1.96 % |

|  | 100.00 % |

### 1989
|  | 37.66 % |

|  | 58.32 % |

|  | 0.79 % |

|  | 0.08 % |

|  | 0.98 % |

|  | 0.21 % |

|  | 0.00 % |

|  | 0.00 % |

|  | 0.00 % |

|  | 1.96 % |

|  | 100.00 % |

### 1986
|  | 42.65 % |

|  | 56.11 % |

|  | 0.11 % |

|  | 0.19 % |

|  | 0.03 % |

|  | 0.84 % |

|  | 0.06 % |

|  | 0.02 % |

|  | 0.00 % |

### 1983
|  | 47.04 % |

|  | 30.95 % |

|  | 0.12 % |

|  | 1.05 % |

|  | 1.49 % |

|  | 0.31 % |

|  | 0.01 % |

|  | 0.00 % |

|  | 19.04 % |

|  | 100.00 % |

### 1980
|  | 23.94 % |

|  | 69.70 % |

|  | 0.51 % |

|  | 0.90 % |

|  | 0.25 % |

|  | 4.45 % |

|  | 0.25 % |

|  | 0.00 % |

|  | 0.00 % |

|  | 100.00 % |